# 軍記物語
軍記物語（ぐんきものがたり）とは、鎌倉時代から室町時代にかけて書かれた歴史上の合戦を題材とした文芸のこと。実際の史実を元にしているが、説話的な題材や虚構も交えられていることもある。語り物の題材にもされ、『平家物語』は琵琶法師によって広く伝えられた。軍記物、戦記物語ともいう。
太平記や平家物語など、記述内容と書物の作成年が近いものは、当時の遺品や絵画、注文など他の史料との記述を照らし合わせる必要性があるなど、条件付きではあるが、合戦などの歴史上の背景を探る史料ともなる。治承・寿永の乱を題材とした『平家物語』など、当時の合戦の様子や具体的な武器の扱い方などを記した有力な史料が軍記物語しかない場合もある。軍記物語は誇張が多いため、記述を鵜呑みにはできず、その他の古文書・古記録と比較して信頼性は劣るとしているものの、やむを得ず引用してしまう研究者も多い。

## 歴史と作品
『将門記』は平将門の、伯父の平国香や源護らとの争い（935年（承平5年））から死去までを、合戦の記録としての年代記に記述しながら、表情豊かな文体によって『竹取物語』などの系譜の物語としての構成も備え、英雄的な人物像を描く軍記物語の先駆け的存在となった。藤原純友の乱を題材とした『純友追討記』に続いて、1051〜62年の前九年の役についての『陸奥話記』では乱の鎮定の記録に加えて口承説話も取り入れて、後の軍記物語の性質の原型となった。『今昔物語集』でも巻第二十五で合戦、武家にかかわる説話を集めており、合戦の情景や武家の人物像を描き出すようになっている。

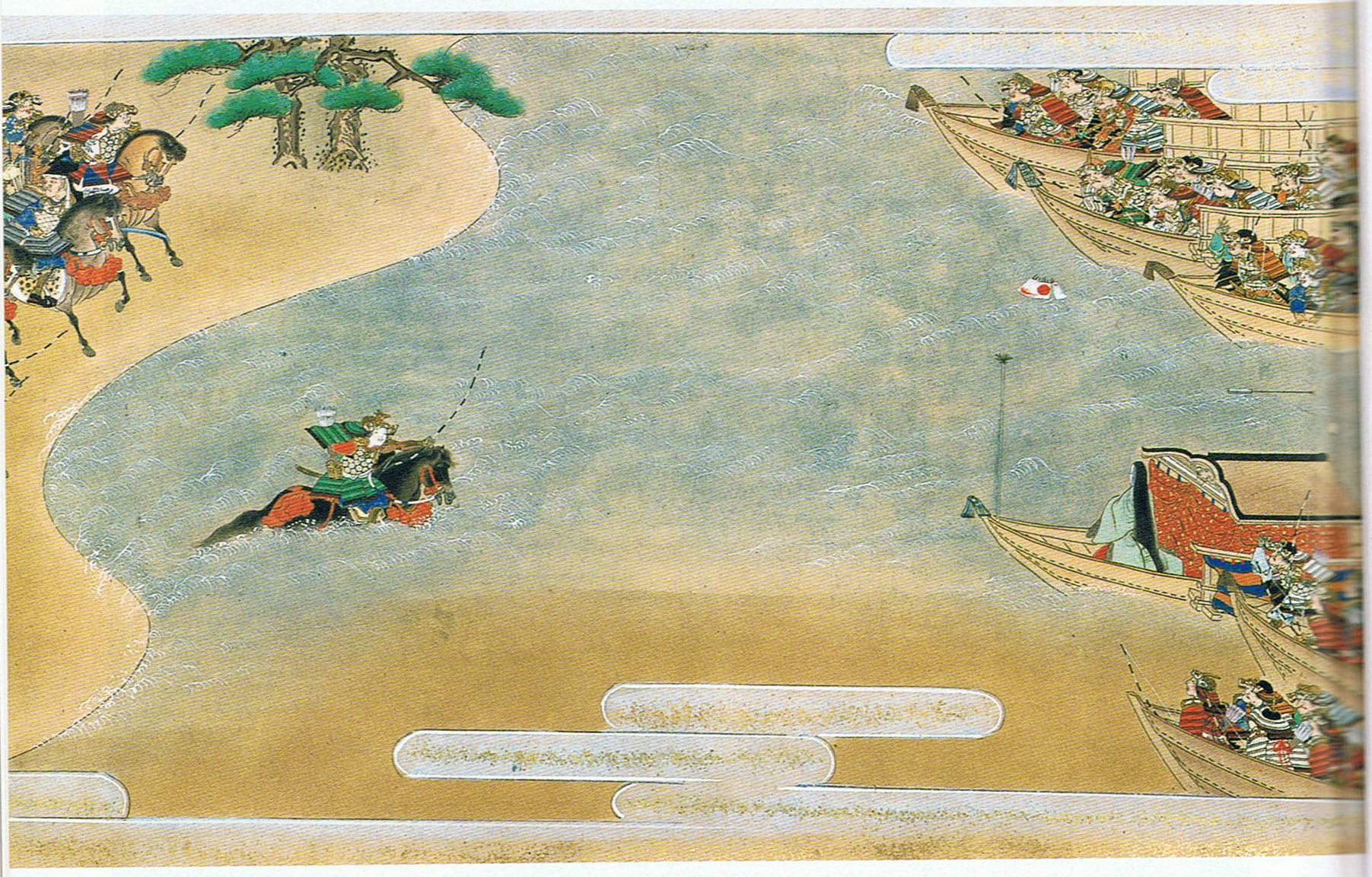
『平家物語絵巻』（江戸時代）に描かれた源平の戦い（屋島の戦い）

『保元物語』、『平治物語』では、源為朝、源義平を英雄的人物像として描きながら、貴族政治の中での武家の位置付けの歴史的変転を表現するものとなっている。『平家物語』はこういった作品の性格を受け継いで、また序章の「祇園精舎の鐘の声　諸行無常の響あり」以下に代表される詩的な表現と物語を支える理念により、英雄叙事詩的な性格を持つ優れた中世文学となった。そして琵琶法師による語りで広く全国に伝えられ、同時に多くの異本を生み、作品自体がさらに成長していくことにもなった。続く時代の『承久記』は、『保元物語』『平治物語』『平家物語』とともに「四部合戦状」とされる（『平家勘文録』）。
室町時代に成立した『太平記』は数十年にわたる南北朝の争乱の時代を描き、40巻になる大部の作品になっている。『平家物語』の諸要素を引き継ぎながら、楠木正成に代表される武家社会らしい儒教的価値観を含み、また次々と支配者の入れ替わる下克上社会の様相も映し出している。同じ室町初期の『曽我物語』『義経記』は、軍記物語的構成を持ちながら、むしろ登場人物達個人の運命や悲劇性に焦点が当てられ、独自の文学性を展開した。

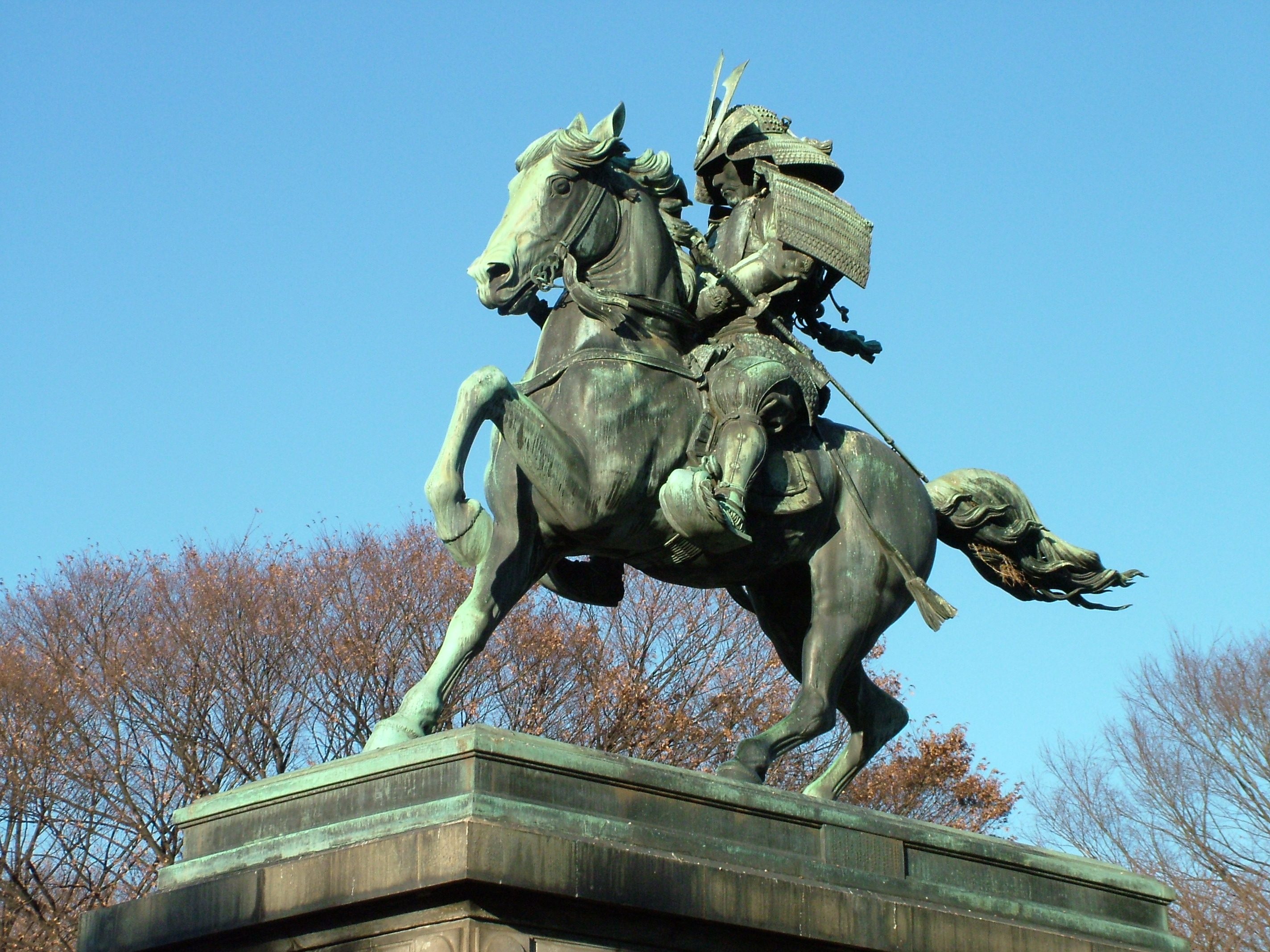
忠臣のモデルとされた楠木正成の像（皇居外苑）

『太平記』以降の後期軍記物語と呼ばれるものとして、それぞれの年代の事件を記した『明徳記』『応永記』『永享記』『嘉吉記』『応仁記』、地方での乱についての『大塔物語』『関東合戦記』『備中兵乱記』『越州軍記』『中国治乱記』『結城戦場物語』『国府台戦記』『船岡山戦記』『河中島五過度合戦記』『笹子落草子』『中尾落草子』、特定の家や武将についての『北条記』『赤松記』『今川記』『嶋津家記』『宗像軍記』『大内義隆記』『謙信軍記』『佐久間軍記』『信長記』など、多数が作られている。

## 語り物と軍記物語
『将門記』は唱導僧らによって伝えられた民間伝承も基にされており、また平安中期から琵琶法師による民間伝承・説話などの語りが行われていたが、鎌倉時代以降は『保元』『平治』『平家』の物語を語りの主な題材とするようになった。特に『平家物語』は多くの法師によって日本全国で広く語られ、その過程で多くの異本を生み、読み本としての『源平盛衰記』『義経記』などもそれにあたる。
『平家物語』の広まりにつれ、琵琶法師は室町時代初期には当道座を結成し、15世紀中頃には洛中に5、600人が在住するほどに興隆した（『碧山日録』）。『太平記』でも成立過程には物語僧（談義僧）の関わりがあり、これらの物語の管理には法師や、時衆の遊行上人、芸能民も関わっていた。

## 代表作一覧
- 『将門記』（平将門の乱）
- 『陸奥話記』（前九年の役）
- 『奥州後三年記』（後三年の役）
- 『保元物語』（保元の乱）
- 『平治物語』（平治の乱）
- 『平家物語』（治承・寿永の乱）
- 『承久記』（承久の乱）
- 『太平記』（南北朝争乱）
- 『明徳記』（明徳の乱）
- 『応永記』（応永の乱）
- 『永享記』
- 『応仁記』（応仁の乱）

芸能軍記
- 『義経記』
- 『曽我物語』